# Itaipava do Grajaú
Itaipava do Grajaú is een gemeente in de Braziliaanse deelstaat Maranhão. De gemeente telt 13.964 inwoners (schatting 2009).